# Закс, Леон Борисович
Леон Борисович Закс (20 апреля 1918 — 20 августа 1977) — советский музыкант, скрипач-виртуоз, один из ведущих музыкальных педагогов отечественной[какой?] скрипичной школы. Заслуженный артист РСФСР (1976).

## Биография

### Родители
Отец Борис Михайлович Закс (рабочий, слесарь), выходец из Риги; мать Ольга Исааковна Закс (в девичестве Рейман, домашняя хозяйка), родом из Винницы. В конце XIX века они уехали в США на поиски счастья. Осели в американском городе Детройт, где познакомились и поженились. Как и большинство молодого населения столицы штата Мичиган, любили плавать по реке Детройт и на её противоположный берег, где находится уже Канада, город Виндзор, который за его парки и сады вдоль русла реки называют городом Роз. Туда молодая пара отправилась и в один из выходных в апреле 1918 года. Ольга была в положении. Причалив к канадскому берегу, она почувствовала себя неважно и обратилась к врачу. 20 апреля 1918 года родился её первенец — сын Леон Закс.

### Детство
У Леона рано проявились способности к музыке. В 4 года его стали учить частным образом игре на скрипке. Родители постоянно испытывали нужду, но делали все возможное, чтобы создать сыну условия для занятий музыкой. Отец работал на заводе Генри Форда (Форд Мотор Компани). Но средств на обучение Леона игре на скрипке не хватало. Родители пытались наладить небольшой бизнес, открыли прачечную, но она обанкротилась. На заводе Форда Борис Закс вступил в компартию США. А в 1925 году он откликнулся на призыв вождя мирового пролетариата Ленина к американским рабочим — приехать в Россию для участия в стройках молодой Страны Советов. Леону было семь лет, когда семья переехала в столицу СССР, где он получил возможность учиться музыке бесплатно.
В 1925 году поступил в Музыкальный техникум имени братьев А. и Н. Рубинштейн. По распоряжению наркома просвещения А.Луначарского ему была выделена специальная стипендия из фонда для особо одаренных детей. Первым педагогом по специальности Леона стал один из основоположников отечественной скрипичной школы Лев Цейтлин, ученик и последователь основателя русской скрипичной школы Леопольда Ауэра. В 1932 году переведен во вновь созданную особую группу для одаренных детей при Московской консерватории.

### Консерватория
В 1937 году — студент первого курса Московской государственной консерватории имени П. И. Чайковского (завкафедрой скрипки — профессор Лев Цейтлин) по классу выдающегося скрипача, профессора Давида Ойстраха, ученика легендарного скрипача-педагога Петра Столярского. В том же 1937 году Леон Закс принял участие в I Всесоюзном конкурсе скрипачей и виолончелистов и удостоился звания лауреата.
«Привлекательная манера игры, понимание стиля и умение раскрыть авторский замысел позволяют отнести Леона Закса к числу наших лучших молодых скрипачей», — отозвался о нём после конкурса авторитетный педагог отечественной скрипичной школы, создавший собственную методику преподавания профессор Московской консерватории Константин Мострас.
После окончания консерватории в 1941 году призван в ряды Красной Армии — зачислен в симфонический оркестр Центрального дома Красной Армии.
Тогда же Леон Закс встретил главную любовь своей жизни Музу Денисову. В 1943 году юная пианистка, студентка Училища имени Гнесиных, впоследствии одна из ведущих педагогов фортепиано Школы-семилетки имени Гнесиных, стала женой Закса. Она подарила ему сына Виктора и дочь Марию. На всю жизнь их связала большая любовь друг к другу и к музыке.

### Квартет им. Бородина
С 1943 по 1946 год учился в аспирантуре Московской консерватории под руководством профессора Д.Ойстраха. В 1944 году в классе камерного ансамбля консерватории был создан квартет имени Бородина под руководством М.Тэриана. Леон Закс играл в его первом составе. В 1944 году после демобилизации занял место концертмейстера в оркестре Театра оперетты. Проработал в оркестре год.

### Большой театр
С 1945 года — скрипач симфонического оркестра Большого театра Союза ССР. А с 1964 года до своей кончины 20 августа 1977 года — концертмейстер симфонического оркестра Большого театра Союза ССР.
Л.Закс никогда не замыкался в рамках оркестровой работы. Он много выступал как солист и ансамблист, записывался на пластинки. Музыкальный кругозор его был достаточно широк: от старинных сонат до новейших сочинений композиторов XX века: Стравинского, Мессиана, Хиндемита, Шостаковича, Вайнберга…

### Особенность игры
«Все мы многократно слушали solo Леона Закса, — говорил дирижёр оркестра Большого театра Фуат Мансуров, — но всякий раз поражает удивительная стабильность его игры, теплый, ласковый звук, безупречная „снайперская“ интонация и высокая культура его музыкальной речи.» («Советский артист», ноябрь 1970 года).

### Педагогика
С 1943 по 1977 годы наряду с исполнительской деятельностью Л.Закс постоянно вел педагогическую работу. Он преподавал: в Школе-десятилетке и Школе-семилетке имени Гнесиных, в училище при Московской консерватории, в Институте имени Гнесиных.
Погиб 20 августа 1977 году на 34-м км дороги Эпидавр-Коринф, Греция (во время участия Большого театра Союза ССР в Афинском фестивале искусств).
Похоронен с женой Музой Денисовой на Головинском кладбище в Москве.

## Ученики
- Григорий Унанян — солист Российского государственного симфонического оркестра кинематографии (художественный руководитель и главный дирижёр Сергей Скрипка)
- Михаил Рахлевский — российский дирижёр, основатель и художественный руководитель Камерного оркестра «Kremlin»
- Андрей Петрович Подгорный — художественный руководитель и дирижёр Московского камерного оркестра, созданного в стенах Московской городской музыкальной школы имени Гнесиных. Директор этой же школы.
- Юрий Почекин — российский скрипач, известный скрипичный мастер. Член Союза скрипичных мастеров России, Испанской ассоциации профессиональных скрипичных и смычковых мастеров, Европейской Ассоциации скрипичных мастеров, Международного союза искусства скрипичных и смычковых мастеров.

## Черты личности
«Леон Закс был не только замечательным художником, но и принадлежал к лучшим представителям современной интеллигенции, мыслящей и действующей.»(Александр Ивашкин, виолончелист оркестра Большого театра, «Советский артист» 16 декабря 1977 года).

## Награды
- Орден «Знак Почёта» (1951).
- Заслуженный артист РСФСР (1976).

## Память
Памяти Леона Закса написан «Третий струнный квартет» (Григорий Заборов, 1977 г.). Первое исполнение — декабрь 1977 г., Бетховенский зал Большого театра (вечер памяти Леона Закса).

## Статьи
- Невероятная судьба первой скрипки Большого театра. Ко дню рождения Леона Закса (ClassicalMusicNews.Ru, 20 апреля 2013)
- «Жизнь и смерть Леона Закса». Артур Штильман, «Заметки по еврейской истории», № 11-12(72), Ноябрь-декабрь 2006 года, Нью-Йорк.
- «Leva Sachs, Young Violinist, Shows Talent». By A. Constant Smith, «Moscow Daily News», May 23, 1935. (Лева Закс, молодой скрипач, проявляет талант. А.Констант Смит, «Москоу Дэйли Ньюз», 23 мая, 1935)
- «Vies for Honors», «Daily Worker», October 29, 1937, USA. (Борьба за участие, «Дэйли Уоркер», 29 октября, 1937, США)
- Балет «Сказка о каменном цветке». Черновой прогон спектакля. Леон Закс, солист оркестра Большого театра, «Советский артист», 6 января 1954 года
- Концерты в Афинах. Леон Закс, солист оркестра Большого театра, наш спец.корр. Афины, «Советский артист», 17 мая 1963 года
- Концертмейстер оркестра. Фуат Мансуров, дирижёр оркестра Большого театра, «Советский артист», ноябрь 1970 года
- Памяти Леона Борисовича Закса. Коллектив Большого театра Союза ССР, «Советский артист», 21 августа 1977 года
- Вечер памяти Л. Б. Закса. В творческом клубе. Александр Ивашкин, виолончелист оркестра Большого театра, «Советский артист», 16 декабря 1977 г.
- Образец истинного искусства. Александр Ивашкин, виолончелист оркестра Большого театра, «Советская музыка», № 5, 1978 г.
- Яркая, незаурядная личность. «Советская музыка», № 5, 1978 г.
- Человек благородной души. Петр Тарасевич, скрипач оркестра Большого театра, «Большой театр», 21 мая 1998 года.